# Кибрик, Анатолий Михайлович
Анато́лий Миха́йлович Ки́брик (15 мая 1924, Киев, Украинская ССР, СССР) — советский хозяйственный и государственный деятель, строитель. Заместитель министра строительства СССР (1964—1988). Заслуженный строитель РСФСР (1979). Почётный гражданин Йошкар-Олы (1976). Участник Великой Отечественной войны. Член ВКП(б).

## Биография
Родился 10 мая 1924 года в Киеве в семье Михаила Наумовича Кибрика (1895—1941), впоследствии фронтовика, погибшего (пропавшего без вести) в начале Великой Отечественной войны (в декабре 1941 года). Мать — Мария Семёновна Кибрик.
В 1942 году ушёл на фронт добровольцем, призван Чувашским райвоенкоматом. Участник Великой Отечественной войны: радиотелеграфист 799 артиллерийского полка 268 стрелковой дивизии, гвардии старший сержант. Участник обороны Ленинграда. Был трижды ранен. Принят в ВКП(б). В январе 1946 года демобилизовался из армии в звании старшего лейтенанта. Награждён орденами Славы III степени, Отечественной войны I степени (дважды) и медалями, в том числе медалью ««За отвагу» (трижды).
С 1946 года в «Нефтегазстрой» при Совете министров СССР: экспедитор, начальник конторы стройматериалов. Принимал участие в строительстве нефтяных и газовых предприятий Москвы. В 1950 году окончил Всесоюзный юридический заочный институт. С 1952 года — управляющий трестом «Моснерудсбыт».
В 1964—1988 годах — заместитель начальника Главценстроя и объединения «Союзспецстрой» — заместитель министра строительства СССР. В 1968 году окончил Всесоюзный заочный строительный техникум. Участвовал в строительстве стадиона в Лужниках, зданий МГУ, телебашни Останкино. Также оказал существенную помощь в снабжении Йошкар-Олы материально-техническими ресурсами, за что в 1976 году ему было присвоено звание «Почётный гражданин Йошкар-Олы».
В 1979 году ему присвоено почётное звание «Заслуженный строитель РСФСР». Награждён орденами «Знак Почёта» и медалями.
В 2000-х годах переехал на постоянное место жительство в США (штат Калифорния), где активно участвовал в работе местных ветеранских организаций. В 2014 году выпустил в свет книгу воспоминаний «Исповедь ветерана».

## Звания и награды
- Заслуженный строитель РСФСР (1979)[3][4]
- Заслуженный строитель Марийской АССР (1974)[3][4]
- Почётный гражданин Йошкар-Олы (1976)[3]
- Орден Славы III степени (20.09.1944)[3]
- Орден Отечественной войны I степени (06.04.1985; 04.11.1989)[3]
- Орден «Знак Почёта» (1976)[3][4]
- Медаль «За отвагу» (01.02.1944; 07.08.1944; 05.09.1944)[3]
- Медаль «За оборону Ленинграда» (05.07.1943)
- Медаль «За победу над Германией в Великой Отечественной войне 1941—1945 гг.»
- Медаль «За доблестный труд. В ознаменование 100-летия со дня рождения Владимира Ильича Ленина»
- Медаль «Ветеран труда»